# 1482
Пізнє Середньовіччя •  Відродження •  Реконкіста •  Ганза •  Ацтецький потрійний союз •  Імперія інків

## Геополітична ситуація
Османську державу очолює Баязид II (до 1512). Імператором Священної Римської імперії є Фрідріх III. У Франції королює Людовик XI (до 1483).
Апеннінський півострів розділений: північ належить Священній Римській імперії, середню частину займає Папська область, південь належить Неаполітанському королівству. Могутними державними утвореннями півночі є Венеційська республіка, Флорентійська республіка, Генуезька республіка та герцогство Міланське.
Кастилія і Леон та Арагонське королівство об'єдналися в Іспанське королівство, де правлять католицькі королі Фердинанд II Арагонський (до 1516) та Ізабелла I Кастильська (до 1504).
В Португалії королює Жуан II (до 1495). Під владою маврів залишилися тільки землі на самому півдні Піренейського півострова.
Едуард IV є королем Англії (до 1483), королем Данії та Норвегії — Юхан II (до 1513), Швецію очолює регент Стен Стуре Старший (до 1497). Королем Угорщини є Матвій Корвін (до 1490), а Богемії — Владислав II Ягелончик. У Польщі королює, а у Великому князівстві Литовському княжить Казимир IV Ягеллончик (до 1492).
Галичина входить до складу Польщі. Волинь належить Великому князівству Литовському. Московське князівство очолює Іван III Васильович (до 1505).
На заході євразійських степів від Золотої Орди відокремилися Казанське ханство, Кримське ханство, Ногайська орда. У Єгипті панують мамлюки. У Китаї править династія Мін. Значними державами Індостану є Делійський султанат, Бахмані, Віджаянагара. В Японії триває період Муроматі.
У Долині Мехіко править Ацтецький потрійний союз на чолі з Тісоком (до 1486). Цивілізація мая переживає посткласичний період. В Імперії інків править Тупак Юпанкі (до 1493).

## Події
- У Венеції вперше вийшли друком Евклідові Начала.

- Березень — посольство Московського князівства, на чолі з Юрієм Шестаком, прибуло до Кримського ханства. Було досягнуто угоди про дії кримських військ проти великого литовського князя і польського короля Казимира.

- Вересень — розорення Києва кримсько-татарським військом хана Менглі Гірея, натомість Канів і Черкаси татари не взяли.
- Розпочалися Гранадські війни — останній етап Реконкісти.
- Папа Сікст IV канонізував Бонавентуру.
- Приєднання частини північної Сілезії до Бранденбургу .
- Початок правління Бургундського герцога Філіпа Габсбурга.
- В Аррасі підписано угоду між французьким королем Людовиком XI та Максиміліаном Габсбургом, за яким Людовик отримував Бургундію і Пікардію, а Максиміліан — Франш-Конте і Нідерланди.
- Підкорення Герцеговини турками.

- Початок правління царя Конго Нзінга Нкуну (Іоанн).

- 1482-близько 1485 — португальський мореплавець Діогу Кан здійснив три подорожі на південь від Золотого берега, пройшов гирло річки Конго й поблизу південного тропіка поставив свій падран (кам'яний стовп).

## Померли
- Максим III